# José Ramos-Horta
José Manuel Ramos-Horta (Dili, 16 december 1949) is een Oost-Timorees politicus en sinds 2022 de huidige president van Oost-Timor. Eerder bekleedde hij het presidentschap al tussen 2007 en 2012.
Voor zijn presidentschap was Ramos-Horta onder meer minister van Buitenlandse Zaken (2002–2006), minister van Defensie (2006–2007) en premier van Oost-Timor (2006–2007). In december 1996 werd hij samen met landgenoot en bisschop Carlos Filipe Ximenes Belo in de Noorse hoofdstad Oslo laureaat voor de Nobelprijs voor de Vrede.

## Biografie
José Ramos-Horta werd in 1949 geboren in toenmalig Portugees-Timor. Zijn moeder was een Timorese en zijn vader een Portugees, die gedurende de dictatuur van Salazar naar Timor was verbannen. Ramos-Horta studeerde in de jaren tachtig onder meer aan de Haagsche Academie voor Internationaal Recht en aan de Antioch University en de Columbia-universiteit in de Verenigde Staten.

### Verzetsstrijd
Ramos-Horta was actief betrokken bij de Oost-Timorese onafhankelijkheidsstrijd en werd daarvoor begin jaren zeventig voor twee jaar verbannen naar Portugees-Oost-Afrika. Na zijn terugkeer was hij in 1974 een van de oprichters van de linkse politieke partij Fretilin. Hij vertegenwoordigde zijn partij gedurende tien jaar bij de Verenigde Naties in New York en gold als woordvoerder van het verzet tijdens de Indonesische bezetting van Oost-Timor (1975–1999).
Hoewel hij bleef samenwerken met Fretilin, stapte Ramos-Horta in 1988 uit de partij om als onafhankelijk politicus verder te gaan. In 1993 nam hij namens de Oost-Timorezen de Thorolf Rafto-prijs in ontvangst en in 1996 won hij, samen met Carlos Filipe Ximenes Belo, de Nobelprijs voor de Vrede. De Nobelprijs werd hen toegekend "voor hun werk voor een rechtvaardige en vreedzame oplossing voor het conflict in Oost-Timor".

### Minister, premier en president
Bij de totstandkoming van de onafhankelijkheid van Oost-Timor speelde Ramos-Horta een leidende rol, onder meer als hoofd van de delegatie die de staatsinrichting van het nieuwe land moest vormgeven. Direct na de onafhankelijkheid, die op 20 mei 2002 een feit was, werd Ramos-Horta aangesteld als minister van Buitenlandse Zaken in de regering van premier Marí Alkatiri. Deze functie bekleedde hij vier jaar. Vanaf 3 juni 2006 nam hij bovendien de taken waar van de minister van Defensie, die voortijdig afgetreden was.
Te midden van een nationale crisis, veroorzaakt door grootschalige opstanden van leger en politie, legde Ramos-Horta op 25 juni 2006 zijn mandaten neer. Hij verklaarde niet langer geassocieerd te willen worden met premier Alkatiri, die ondanks hevige druk van president Xanana Gusmão zijn ambt niet wilde opgeven. Een dag later trad Alkatiri echter alsnog af en werd Ramos-Horta door president Gusmão benoemd tot waarnemend premier. Tegelijk behield Ramos-Horta zijn taken als minister van Defensie.
In het voorjaar van 2007 stelde Ramos-Horta zich verkiesbaar bij de presidentsverkiezingen. Hij nam het onder meer op tegen Francisco Guterres, Fernando de Araújo en Francisco Xavier do Amaral. Hoewel hij in de eerste ronde nog achter Guterres op de tweede plaats eindigde, werd Ramos-Horta in de tweede ronde op 9 mei met ruim 69% van de stemmen alsnog verkozen tot president. Hij werd op 20 mei 2007 als zodanig beëdigd. Het premierschap werd overgenomen door Estanislau da Silva. 
Op 11 februari 2008 werd Ramos-Horta in het presidentieel paleis in zijn maag geschoten door de op de vlucht zijnde rebellenleider Alfredo Reinado. Ramos-Horta raakte zwaargewond en werd overgebracht naar Australië. Reinado werd gedood. Tijdens Ramos-Horta's afwezigheid werd het presidentschap achtereenvolgens waargenomen door Vicente Guterres (februari 2008) en Fernando de Araújo (februari-april 2008).
Bij de presidentsverkiezingen van 2012 werd Ramos-Horta niet herkozen voor een tweede ambtstermijn. Hij kreeg in de eerste ronde zo'n 20% van de stemmen en werd daarmee verslagen door zijn concurrenten Francisco Guterres (27%) en Taur Matan Ruak (24%). Laatstgenoemde won de verkiezingen uiteindelijk en nam het presidentschap over.
Ramos-Horta liet de presidentsverkiezingen van 2017 aan zich voorbij gaan, maar keerde bij de verkiezingen van 2022 terug als presidentskandidaat. Zijn onvrede met het beleid van de toenmalige president Francisco Guterres motiveerde hem om Guterres uit te dagen. Ramos-Horta kon op veel steun rekenen en versloeg Guterres in de tweede ronde met 62% van de stemmen. Op 20 mei 2022, exact twintig jaar na de onafhankelijkheid van Oost-Timor en tien jaar na afloop van zijn eerste presidentschap, werd Ramos-Horta opnieuw beëdigd voor een tweede termijn als president.
1901: Dunant, Passy ·
1902: Ducommun, Gobat ·
1903: Cremer ·
1904: Institut de Droit International ·
1905: Von Suttner ·
1906: Roosevelt ·
1907: Moneta, Renault ·
1908: Arnoldson, Bajer ·
1909: Beernaert, Balluet d'Estournelles de Constant ·
1910: IPB ·
1911: Asser, Fried ·
1912: Root ·
1913: La Fontaine ·
1917: ICRC ·
1919: Wilson ·
1920: Bourgeois ·
1921: Branting, Lange ·
1922: Nansen ·
1925: Chamberlain, Dawes ·
1926: Briand, Stresemann ·
1927: Buisson, Quidde ·
1929: Kellogg ·
1930: Söderblom ·
1931: Addams, Butler ·
1933: Angell ·
1934: Henderson ·
1935: Von Ossietzky ·
1936: Lamas ·
1937: Cecil ·
1938: Office international Nansen pour les réfugiés ·
1944: ICRC ·
1945: Hull ·
1946: Balch, Mott ·
1947: Friends Service Council, American Friends Service Committee ·
1949: Orr ·
1950: Bunche ·
1951: Jouhaux ·
1952: Schweitzer ·
1953: Marshall ·
1954: Hoog Commissariaat voor de Vluchtelingen (UNHCR) ·
1957: Pearson ·
1958: Pire ·
1959: Noel-Baker ·
1960: Luthuli ·
1961: Hammarskjöld ·
1962: Pauling ·
1963: ICRC, IFRC ·
1964: King ·
1965: UNICEF ·
1968: Cassin ·
1969: Internationale Arbeidsorganisatie ·
1970: Borlaug ·
1971: Brandt ·
1973: Kissinger, Lê Đức Thọ ·
1974: MacBride, Satō ·
1975: Sacharov ·
1976: Williams, Corrigan ·
1977: Amnesty International ·
1978: Sadat, Begin ·
1979: Moeder Teresa ·
1980: Esquivel ·
1981: Hoog Commissariaat voor de Vluchtelingen (UNHCR) ·
1982: Myrdal, Robles ·
1983: Wałęsa ·
1984: Tutu ·
1985: IPPNW ·
1986: Wiesel ·
1987: Arias ·
1988: VN-vredesmacht ·
1989: Gyatso ·
1990: Gorbatsjov ·
1991: Suu Kyi ·
1992: Menchú ·
1993: Mandela, De Klerk ·
1994: Arafat, Peres, Rabin ·
1995: Rotblat, Pugwash Conferences on Science and World Affairs ·
1996: Ximenes Belo, Ramos-Horta ·
1997: ICBL, Williams ·
1998: Hume, Trimble ·
1999: AzG ·
2000: Dae-jung ·
2001: VN, Annan ·
2002: Carter ·
2003: Ebadi ·
2004: Maathai ·
2005: IAEA, El-Baradei ·
2006: Grameen Bank, Yunus ·
2007: Gore, IPCC ·
2008: Ahtisaari ·
2009: Obama ·
2010: Liu ·
2011: Johnson Sirleaf, Gbowee, Karman ·
2012: Europese Unie ·
2013: OPCW ·
2014: Satyarthi, Yousafzai ·
2015: Kwartet voor Nationale Dialoog in Tunesië ·
2016: Santos ·
2017: ICAN ·
2018: Mukwege, Murad Basee ·
2019: Ahmed ·
2020: Wereldvoedselprogramma ·
2021: Ressa, Moeratov ·
2022: Bjaljazki, Memorial, Centrum voor Burgerlijke Vrijheden ·
2023: Mohammadi ·
2024: Nihon Hidankyo